# Iñaki Echarte
Iñaki Echarte Vidarte (Pamplona, 1977) es un fotógrafo, narrador y poeta español, uno de los representantes destacados de la literatura gay de España. Tras comenzar varias carreras, se diplomó como guionista de cine y televisión en la Escuela Superior de Arte y Espectáculos TAI de Madrid. Fue coordinador de la revista literaria alex_lootz desde septiembre de 2005 hasta octubre de 2009. En 2008 fundó en Madrid, ciudad donde reside, el grupo poético Huérfanos de Cernuda. 

## Obras

### Libros de cuentos
- Blues y otros cuentos, Baile del Sol, 2009.
- Ninguna ciudad es eterna, Tres Hermanas, 2020.

### Poemarios
- Optimístico, Baile del Sol, 2013.
- Soy tan blanco que cuando palidezco desaparezco, Ediciones Vitruvio, Madrid, 2011.[3]

### Misceláneo
- Huérfanos de Cernuda. Desestructuración cuer(po)ética. Textos de Iñaki Echarte Vidarte y Francisco Brives. Prólogo: Luis Antonio de Villena. O Grelo Ediciones, 2010.[4]

### Antologías
- Al otro lado del espejo (nadando contracorriente). Escalera, 2011.
- Viscerales. Ediciones del Viento, 2011.
- Más allá del Boom (nueva narrativa hispanoamericana). Editorial Lord Byron, Madrid, 2007.
- Versus. 12 rounds, Editorial del Satélite, Madrid, 2008.
- El juego de hacer versos, el juego de hacer cuentos, Aula de Literatura, Pamplona, 2002.

### Exposiciones de fotografía
- Pietra e carne. Nakama lib/, Madrid, 2020.
- Vente conmigo a Italia. Librería Cervantes y Cía, Madrid, 2019.
- La eterna decadencia de Palermo. Asociación fotográfica Ag. Si., Cantabria, 2017

### Exposiciones de collage
- Bowie devotion (exposición colectiva). Factoría de Arte y Desarrollo, Madrid, 2021.
- Antiguos billetes de metro (de Madrid. Café Leiho, Pamplona, 2025.